# Тордесільяський договір
Тордесільяський договір (порт. Tratado de Tordesilhas, ісп. Tratado de Tordesillas) — міжнародний договір між Іспанією і Португалією про поділ територій у нововідкритих землях. Підписаний 7 червня 1494 року в місті Тордесільяс, Іспанія. Розділяв всі нововідкриті землі між двома країнами меридіаном, що проходить за 370 ліг на захід від Островів Зеленого Мису, розташованих біля західного узбережжя Африки (за сучасними координатами це 49°32'56" західної довготи). Лінія розділу була перенесена на 270 ліг на захід у порівнянні з встановленою роком раніше булою папи Олександра VI і проведена посередині між португальськими на той час Островами Зеленого Мису і островами Вест-Індії, відкритими Христофором Колумбом під час першої подорожі, на які претендувала Іспанія (у договорі названі Сіпангу і Антілія, зараз Куба і Гаїті). Нововідкриті землі на схід від цієї лінії за договором відходили до Португалії, а землі на захід — до Іспанії.
Ратифікований Іспанією (точніше Кастилією і Арагоном) 2 липня 1494 року та Португалією 5 вересня 1494 року. Оригінали обох договорів все ще зберігаються в Головному архіві Індій в Іспанії і Національному архіві Португалії.
Лінія розділу на іншій стороні світу була проведена через кілька десятилість за Сарагоським договором, підписаним 22 квітня 1529 року, ця лінія проходила антимеридіаном Тордесильянській лінії.

## Текст

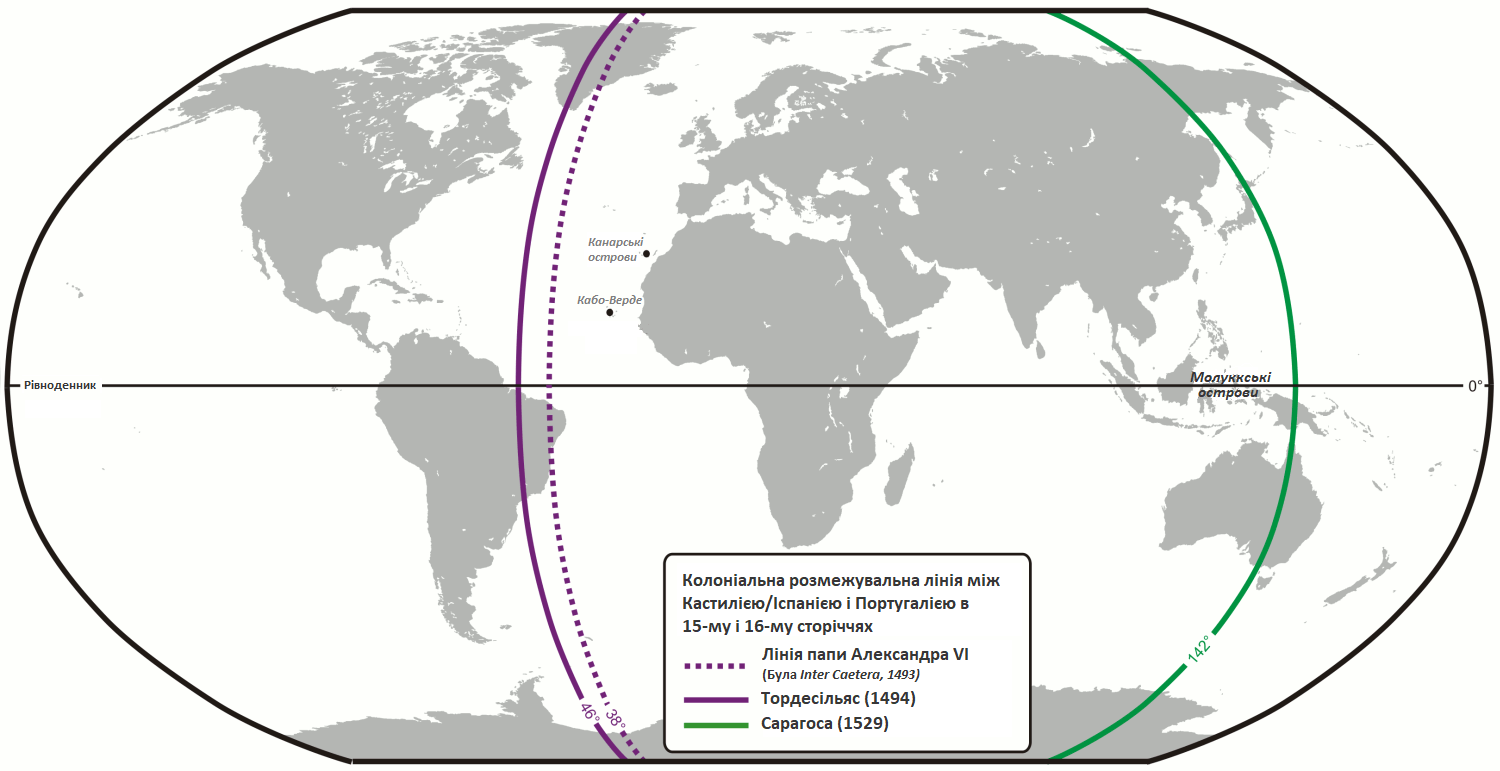
Лінії демаркації колоній між Іспанією та Португалією у XV і XVI ст.

|  | Високі договірні сторони через представників умовилися і погодилися, щоб уникнути сумнівів і суперечок щодо островів і земель, уже відкритих, або тих, які будуть відкриті в морі-океані, щоб була проведена пряма лінія від полюса до полюса, тобто від полюса арктичного до полюса антарктичного з півночі на південь, в 370 лігах на захід від островів Зеленого Мису, на відстані, визначеному в градусах чи іншими способами, якісь будуть визнані найбільш прийнятними і зручними, і виміреному без надлишку або нестачі, і щоб все, що вже відкрито або буде відкрито королем Португалії або його кораблями, будь то острови або материки на схід від цієї лінії й усередині її на півночі і на півдні, належало названому сеньйору — королю Португалії та його наступникам на віки вічні і щоб всі острови і материки як відкриті, так і ті, що будуть відкриті королем і королевою Кастилії і Арагона або їх кораблями на захід від названої лінії, на півночі і на півдні, належали зазначеним сеньйорам — королю і королеві і їх наступникам на віки вічні. |